# Моларе
Моларе (італ. Molare, п'єм. Morele) — муніципалітет в Італії, у регіоні П'ємонт,  провінція Алессандрія.
Моларе розташоване на відстані близько 440 км на північний захід від Рима, 90 км на південний схід від Турина, 33 км на південь від Алессандрії.
Населення — 2246 осіб (2014).

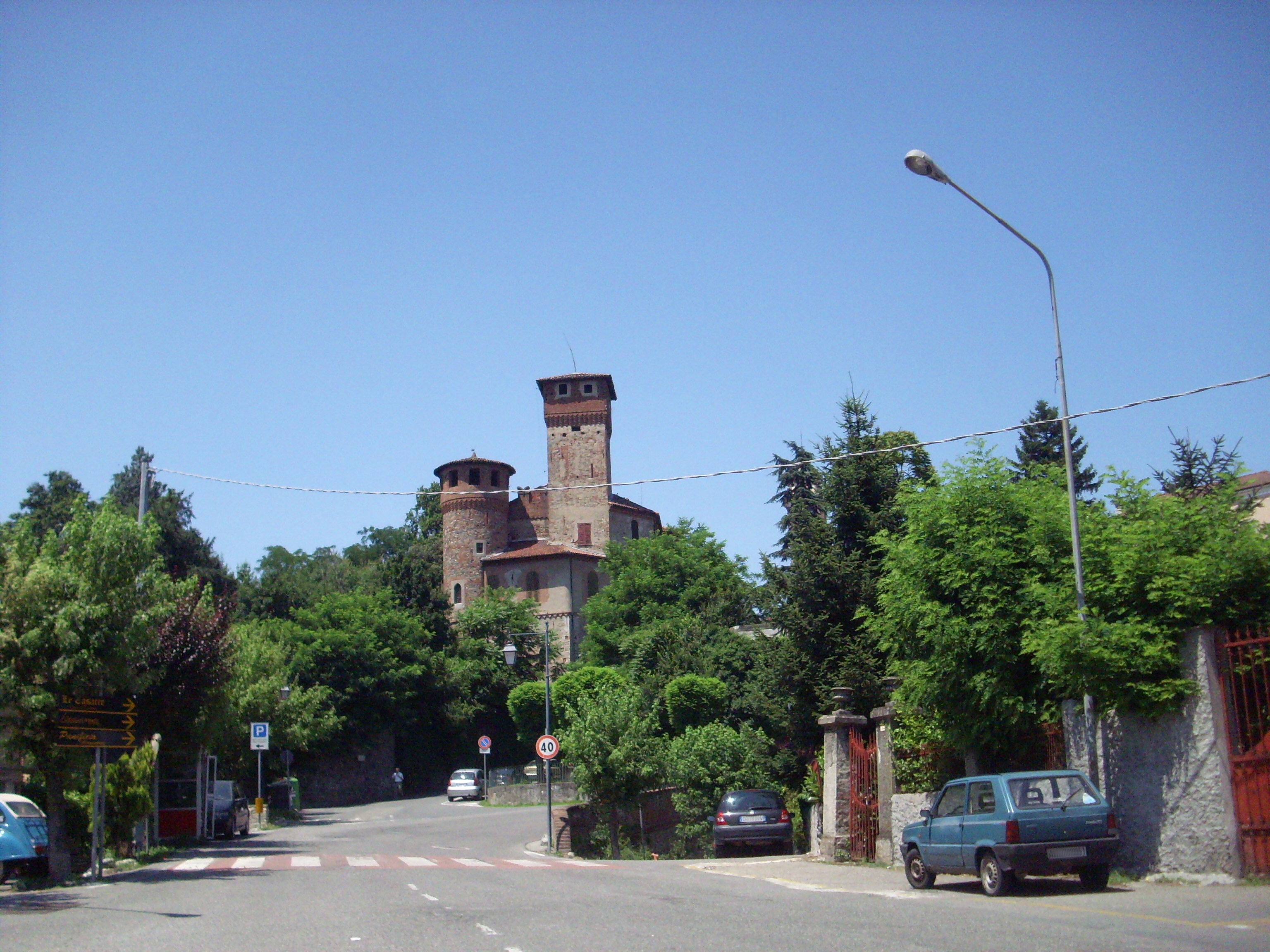

Щорічний фестиваль відбувається 20 серпня. 

## Демографія
Населення за роками:

Станом на 1 січня 2023 року в муніципалітеті офіційно проживав 141 іноземець з 31 країни, серед них 34 громадяни країн Євросоюзу та 2 громадяни України.

## Сусідні муніципалітети
- Кассінелле
- Кремоліно
- Овада
- Понцоне
- Россільйоне
- Тільєто